# Москаленко, Всеволод Анатольевич
Всеволод Анатольевич Москаленко (рум. Vsevolod Moscalenco; 26 сентября 1928 — 2 апреля 2018) — советский физик-теоретик, академик АН Молдавской ССР (1976) и АН Республики Молдова.

## Биография
Родился в с. Бравича Оргеевского уезда Бессарабии (в то время — Румыния). Брат-близнец Святослава Москаленко. Отец Анатолий был сослан в 1940- м году в ГУЛАГ откуда не вернулся.
Окончил Кишинёвский университет (1951), и работал там же ассистентом кафедры общей физики, из которой в 1953 году выделилась кафедра теоретической физики. Окончил годичную аспирантуру при МГУ им. М. В. Ломоносова под руководством академика Н. Н. Боголюбова. В 1959 г. под руководством профессора Ю. Е. Перлина защитил кандидатскую диссертацию:
- Некоторые вопросы теории электронно-фононных систем : диссертация … кандидата физико-математических наук : 01.00.00. — Москва, 1958. — 150 с. : ил.

В 1959—1961 гг. преподавал на кафедре теоретической физики Кишинёвского университета. С января 1961 г. — зав. отделом теоретической физики Института физики и математики АН Республики Молдова (Кишинев), затем (с 1969 г.) — зав. отделом статистической физики Института прикладной физики АН Республики Молдова.
В 1964—1966 гг. докторант МГУ. Научный консультант — академик Н. Н. Боголюбов. В 1967 г. защитил докторскую диссертацию:
- Вопросы теории твердого тела : диссертация … : доктора физико-математических наук : 01.00.00. — Москва, 1966. — 439 с. : ил.

С 1996 г. главный научный сотрудник Лаборатории теоретической физики ОИЯИ, в 1992—2004 гг. полномочный представитель Молдовы в ОИЯИ.
Автор работ в области физики твердого тела, теории квантовых многофононных переходов в поляроне, разрабатывал теорию многозонных сверхпроводников (1959), развил новый метод исследования плотности электронных состояний сверхпроводящих сплавов, предложил теорию сверхпроводимости спиновых стекол.
После открытия в 1986 году высокотемпературной сверхпроводимости разработал новый подход в теории сильно коррелированных электронов, которые определяют ряд уникальных свойств высокотемпературных сверхпроводников.
Профессор (1971). Академик АН Молдавской ССР (1976) и АН Республики Молдова.

## Сочинения
- Электромагнитные и кинетические свойства сверхпроводящих сплавов с перекрывающимися энергетическими полосами / В. А. Москаленко; АН МССР, Ин-т прикл. физики. — Кишинёв : Штиинца, 1976. — 264 с. : граф.; 21 см.
- Метод исследования плотностей электронных состояний сверхпроводящих сплавов [Текст] / АН МССР. Ин-т прикл. физики. — Кишинёв : Штиинца, 1974. — 148 с. : граф.; 21 см.
- Туннельные свойства сверхпроводящих сплавов / В. А. Москаленко, Ю. Н. Ника, Д. Ф. Дигор. — Кишинёв : Штиинца, 1978. — 82 с. : граф.; 21 см.
- Низкотемпературные свойства металлов с особенностями зонного спектра / В. А. Москаленко, Л. З. Кон, М. Е. Палистрант; Под ред. А. А. Голуба; АН МССР, Ин-т прикл. физики. — Кишинев : Штиинца, 1989. — 284,[1] с.; 22 см; ISBN 5-376-00251-9
- Метод самосогласованного поля в теории стекольного состояния спиновых и квадрупольных систем / В. А. Москаленко, М. И. Владимир, С. П. Кожукарь; Под ред. М. Е. Палистрант; АН МССР, Ин-т прикл. физики. — Кишинев : Штиинца, 1990. — 282,[1] с. : ил.; 22 см; ISBN 5-376-00773-1

## Награды и премии
Лауреат Государственной премии Молдавской ССР (1980). Награждён орденом «Знак Почёта» (1981), Орденом Республики (1996), академической медалью Дмитрия Кантемира. Заслуженный деятель Республики Молдова (2002).